# Departamento-Geral do Pessoal
O Departamento-Geral do Pessoal (DGP) é o órgão de direção setorial do Exército Brasileiro responsável pelos seus recursos humanos (servidores civis e militares), planejando, orientando, coordenando e controlando as atividades de pessoal. Sua área de atuação abrange o serviço militar, a movimentação e promoção, cadastro do pessoal, seus direitos, deveres e incentivos, sua inatividade e pensões e a assistência social, de saúde e religiosa. Sua estrutura compreende uma Chefia e Diretorias de Saúde (D Sau), Serviço Militar (DSM), Controle de Efetivos e Movimentações (DCEM), Civis, Inativos, Pensionistas e Assistência Social (DCIPAS) e Avaliação e Promoções (DA Prom).
O DCEM distribui o efetivo de militares de carreira entre os cargos existentes; como os cargos excedem o efetivo, deixando claros nas unidades, a lotação depende das prioridades do Estado-Maior do Exército, e dessa forma, e dessa forma, o Exército pode ou não demonstrar à sociedade eficiência no uso dos recursos públicos. Suas decisões de movimentação são determinantes na vida do pessoal transferido; os militares podem elencar locais preferidos de serviço, mas a DCEM pode mandá-los para regiões distantes e menos desejados, historicamente até como forma de punição institucional. A DSM está no topo da hierarquia das milhares de Juntas de Serviço Militar no país, controlando o recrutamento a nível nacional. O DCIPAS envolve-se no sistema previdenciário do Exército, e assim, na vida da família militar.
O comando do DGP é um posto burocrático, mas estratégico. Sua importância foi sentida na montagem do dispositivo militar do Governo João Goulart, quando o Ministério da Guerra queria afastar os oficiais não confiáveis dos comandos importantes. O general Costa e Silva, nomeado comandante em 1962, usou de suas atribuições para sabotar a política de transferências do governo, o que justificou ao ministro “em função das necessidades de pessoal das unidades e também em função dos próprios interesses dos oficiais que já tinham a vida estruturada na região, inclusive com os filhos estudando”. Para eliminar esse entrave, Costa e Silva, a quase totalidade dos oficiais e até os sargentos tiveram que ser transferidos.